# クトブッディーン・マウドゥード
クトブッディーン・マウドゥード（アラビア語: قطب الدين مودود بن عماد الدين زنكي بن آقسنقود Quṭb al-Dīn Mawdūd b. ‘Imād al-Dīn Zankī b. Āq-Sunqūr, ? - 1170年9月6日）は、モースルのザンギー朝のアタベク、アミール（在位：1149年 - 1169年）。アターベク・クトブッディーン・マウドゥードなどと称する。モースルにおけるザンギー朝の始祖。

## 略歴
彼はザンギー朝の祖であるイマードゥッディーン・ザンギーの息子でサイフッディーン・ガーズィーやヌールッディーンの兄弟であった。
1149年、兄のサイフッディーンが死去すると、彼は兄の後を継ぎモースルを中心とするジャズィーラ地方およびディヤール・バクル地方のアミールとなった。1170年に没すると、彼の息子の一人、サイフッディーン・ガーズィー2世がその地位を継いだ。

## 家族
クトブッディーン・マウドゥードは下記の子女をもうけた：
- イマードゥッディーン・ザンギー2世（フランス語版）（1197年没） - アレッポのアミール、シンジャールのアミール
- サイフッディーン・ガーズィー2世（フランス語版）（1180年没） - モースルのアミール
- イッズッディーン・マスウード1世（英語版）（1193年没） - モースルのアミール